# الدهانة (مسلسل)
الدهانة مسلسل تلفزيوني عراقي، من إخراج علي أبو سيف، وتأليف حامد المالكي.

## الممثلون
- كاظم القريشي
- زهور علاء
- اسراء البصام
- إياد الطائي
- محمد حسين عبد الرحيم
- عبير فريد
- خضير أبو العباس
- سولاف جليل
- عبد القادر الحلبي
- هبة صباح
- مازن محمد مصطفى
- حاتم سليمان